# Jumeirah Beach Hotel

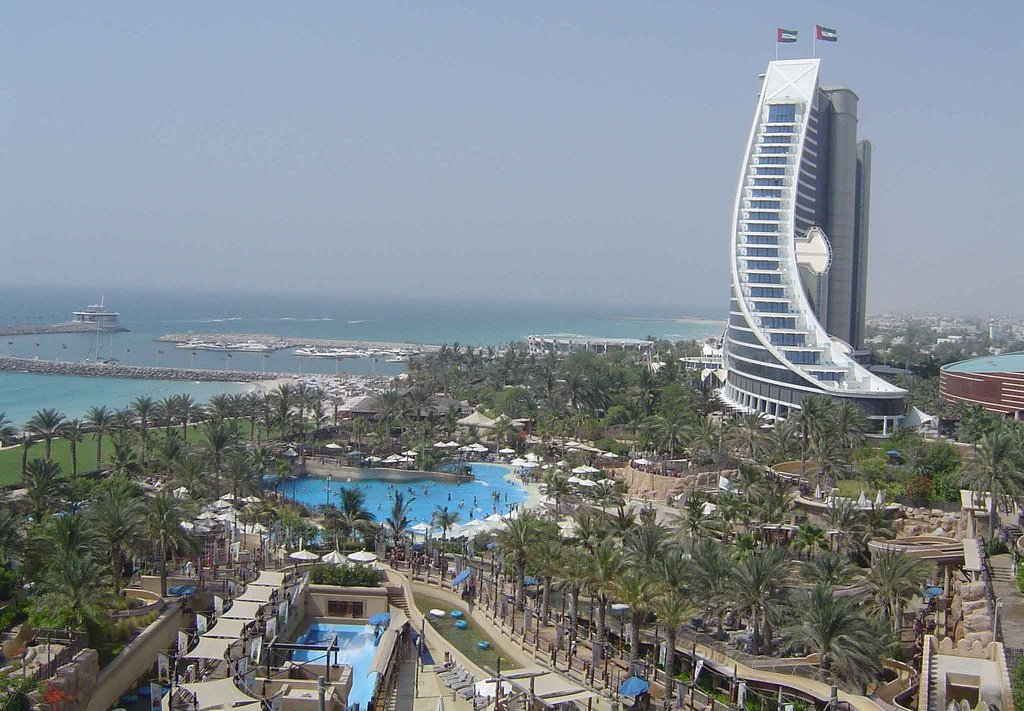
Blick auf das Jumeirah Beach Hotel vom Wild Wadi Water Park aus

Das Jumeirah Beach Hotel gilt als eines der besten und bekanntesten Hotels Dubais, Vereinigte Arabische Emirate und ist mit 598 Zimmern auch eines der größten des Emirats. Es hat 5 Sterne und wurde 1997 eröffnet.
Das architektonisch moderne Haus, dessen Form an eine lange Meereswelle erinnern soll, befindet sich im Stadtteil Jumeirah direkt gegenüber dem 321 Meter hohen Schwesterhotel Burj al Arab. Es liegt an einem 900 Meter langen Privatstrand, etwa 20 Kilometer vom Zentrum Dubais und 25 Kilometer vom Dubai International Airport entfernt.
Das 104 Meter hohe Hotel mit 26 Stockwerken verfügt über 22 Restaurants, vier Swimmingpools, sieben Tennisplätze, Sauna und Dampfbad sowie einen eigenen Jachthafen. Aufmerksamkeit erregt im Innern vor allem das Atrium mit einer 90 Meter hohen Wandskulptur.
Es ist das erste Hotel der Betreibergruppe Jumeirah Group.